# Francin
Francin è una frazione del comune francese di Porte-de-Savoie, con status di comune delegato, nel dipartimento della Savoia della regione dell'Alvernia-Rodano-Alpi.

## Geografia fisica
Il comune si trova sull'asse del Solco alpino, all'inizio della valle cosiddetta Comba di Savoia.

## Storia
Il 1º gennaio 2019 il comune di Francin venne fuso con il comune di Les Marches, formando il nuovo comune di Porte-de-Savoie.

## Società

### Evoluzione demografica
Abitanti censiti